# 그리스의 도시 목록
그리스인의 3분의 2가 도시권에 살고 있다. 그리스에서 가장 큰 대도시 중심과 가장 영향력 있는 도시권은 각각 수도권 약 4백만과 1백만 주민의 아테네와 테살로니키의 사람들이다. 최신 인구 조사의 예비 인구 수치를 이용하여 아래의 표는 각각의 인접 도시권을 구축에 포함된 인구에 의해, 그리스에서 가장 큰 도시를 보여준다; 아테네, 테살로니키, 이라클리오와 볼로스의 경우에 분명 많은 인구 조사 지정 구역으로 구성되거나 하나의 인구 조사 지정 구역에서 국가의 다른 도시 모두에서 분명한 경우를 포함한다.

## 인구 조사 지정 구역

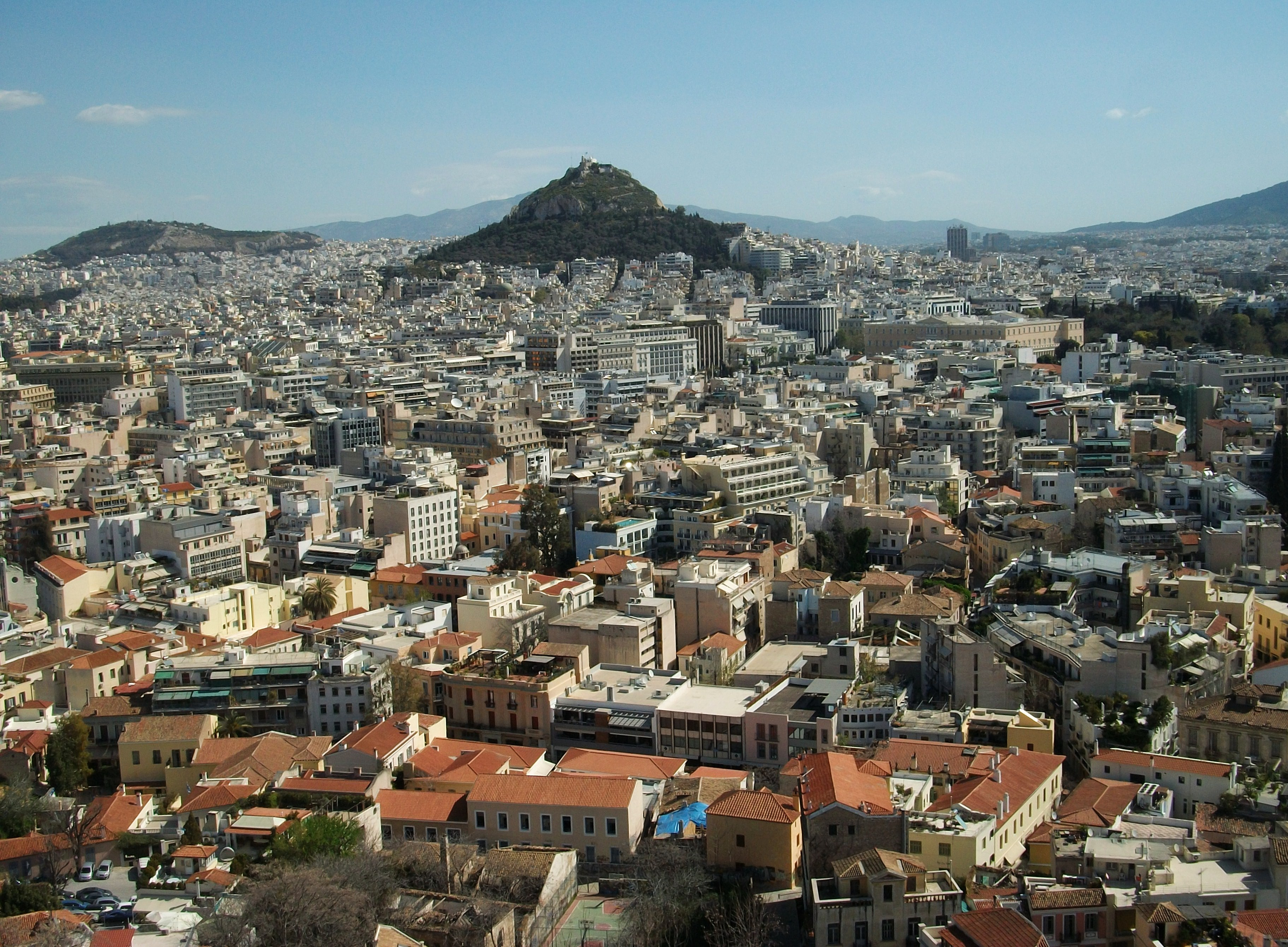
아테네

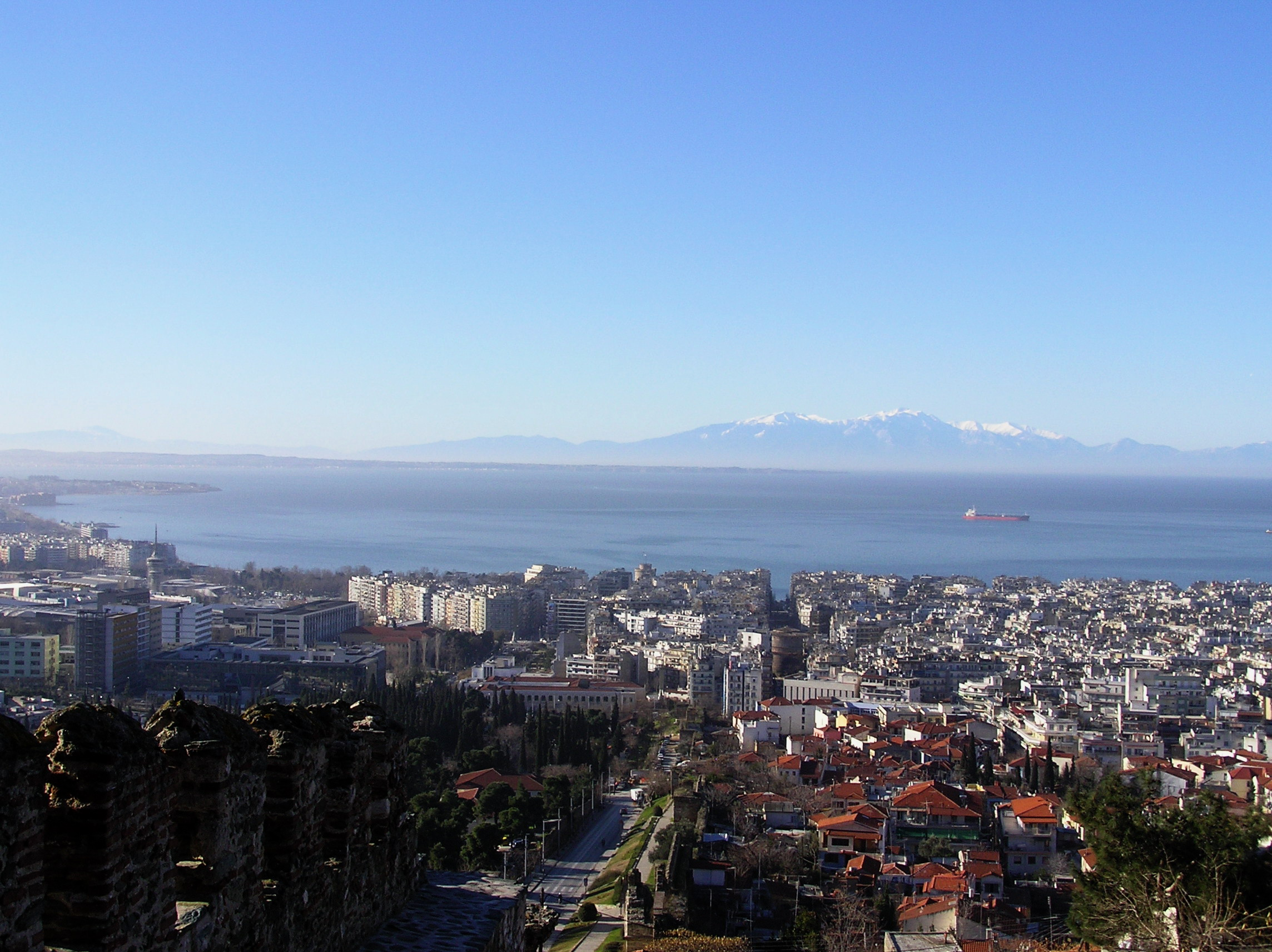
테살로니키

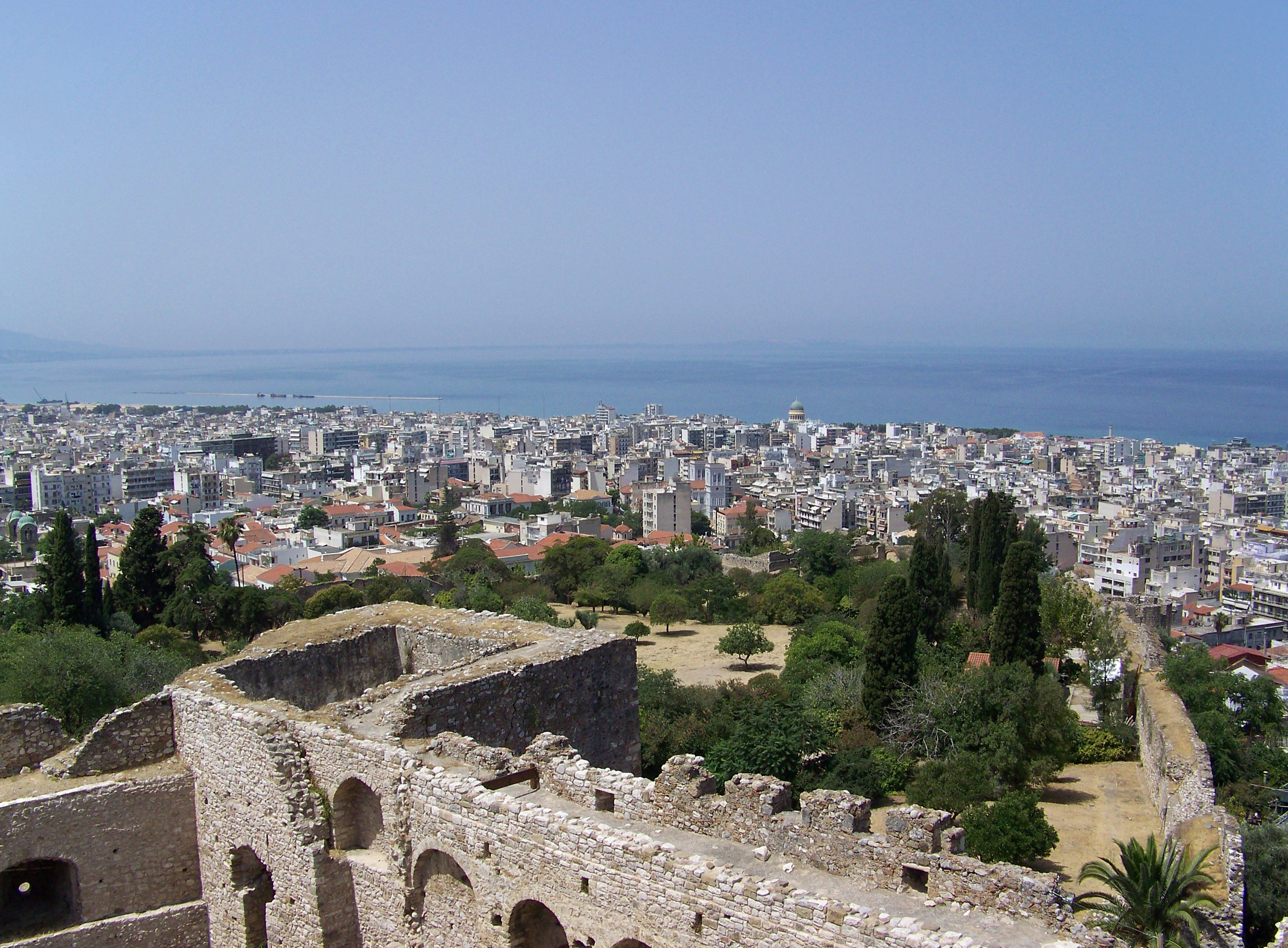
파트라

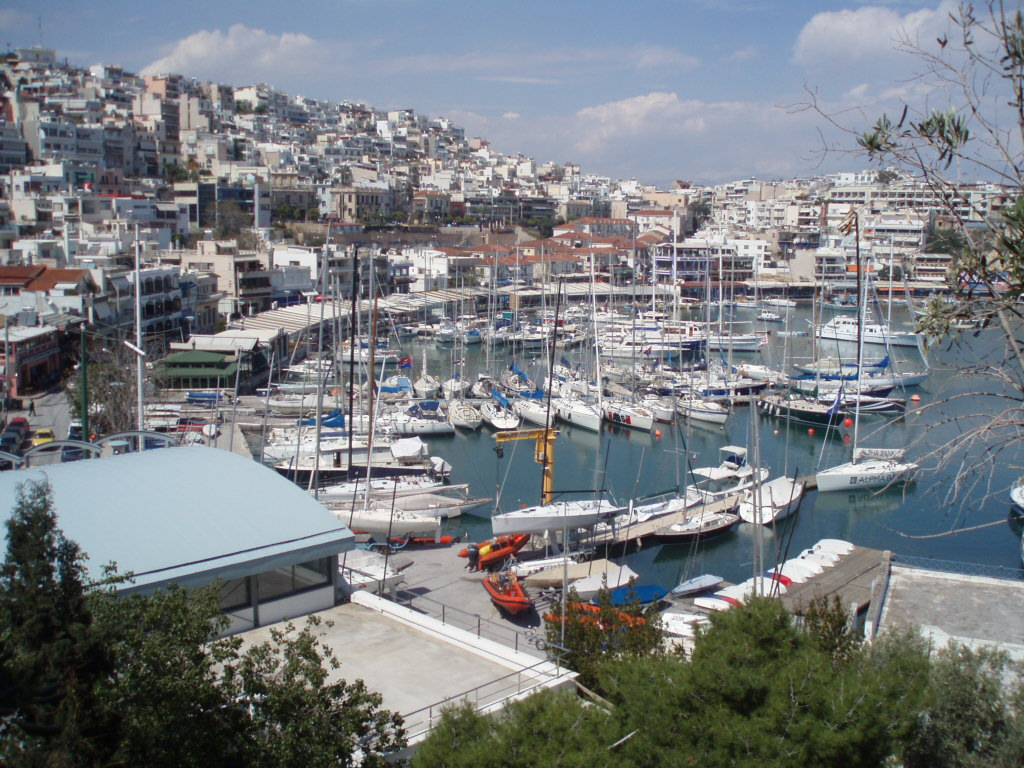
피레아스

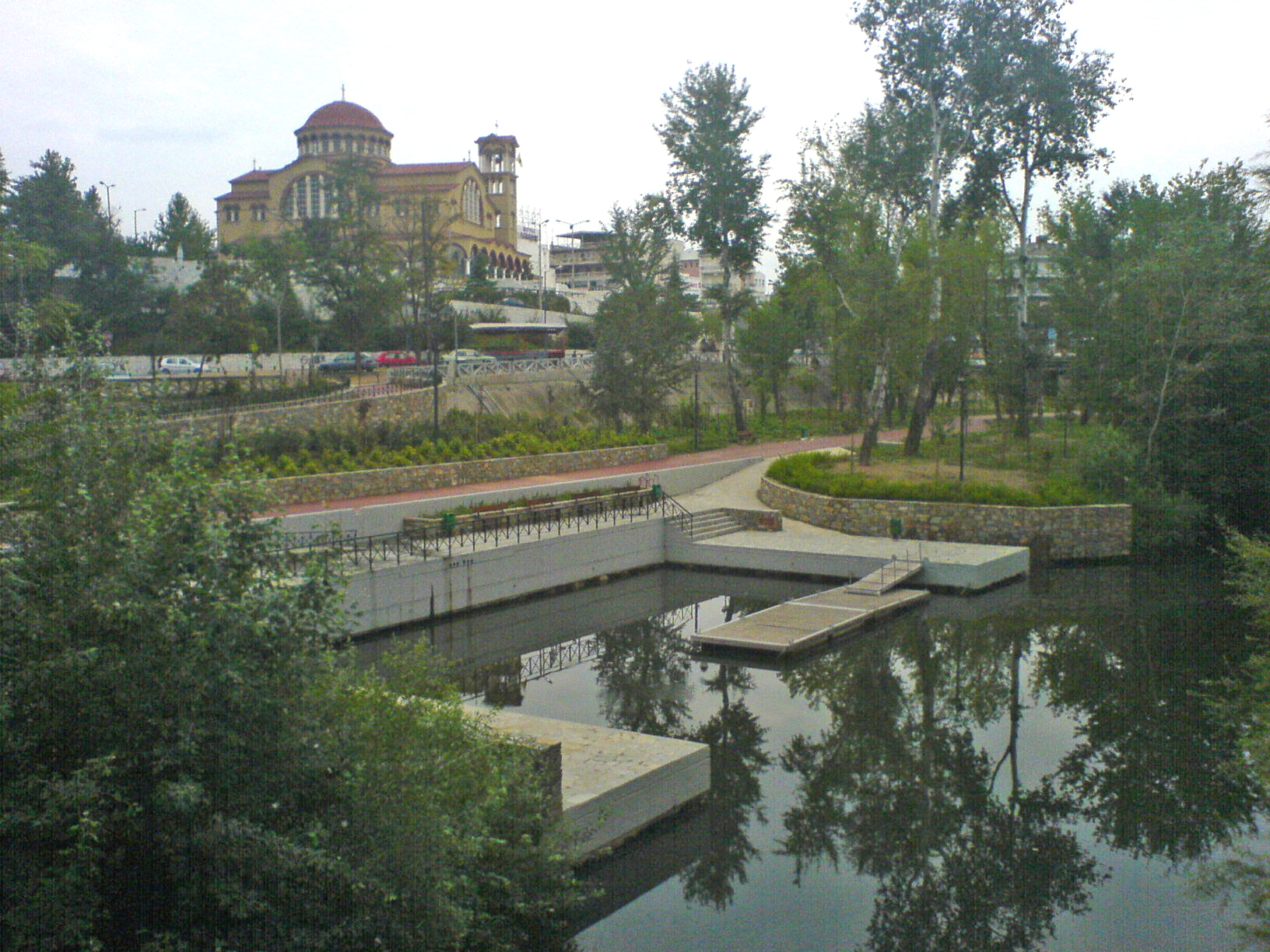
라리사

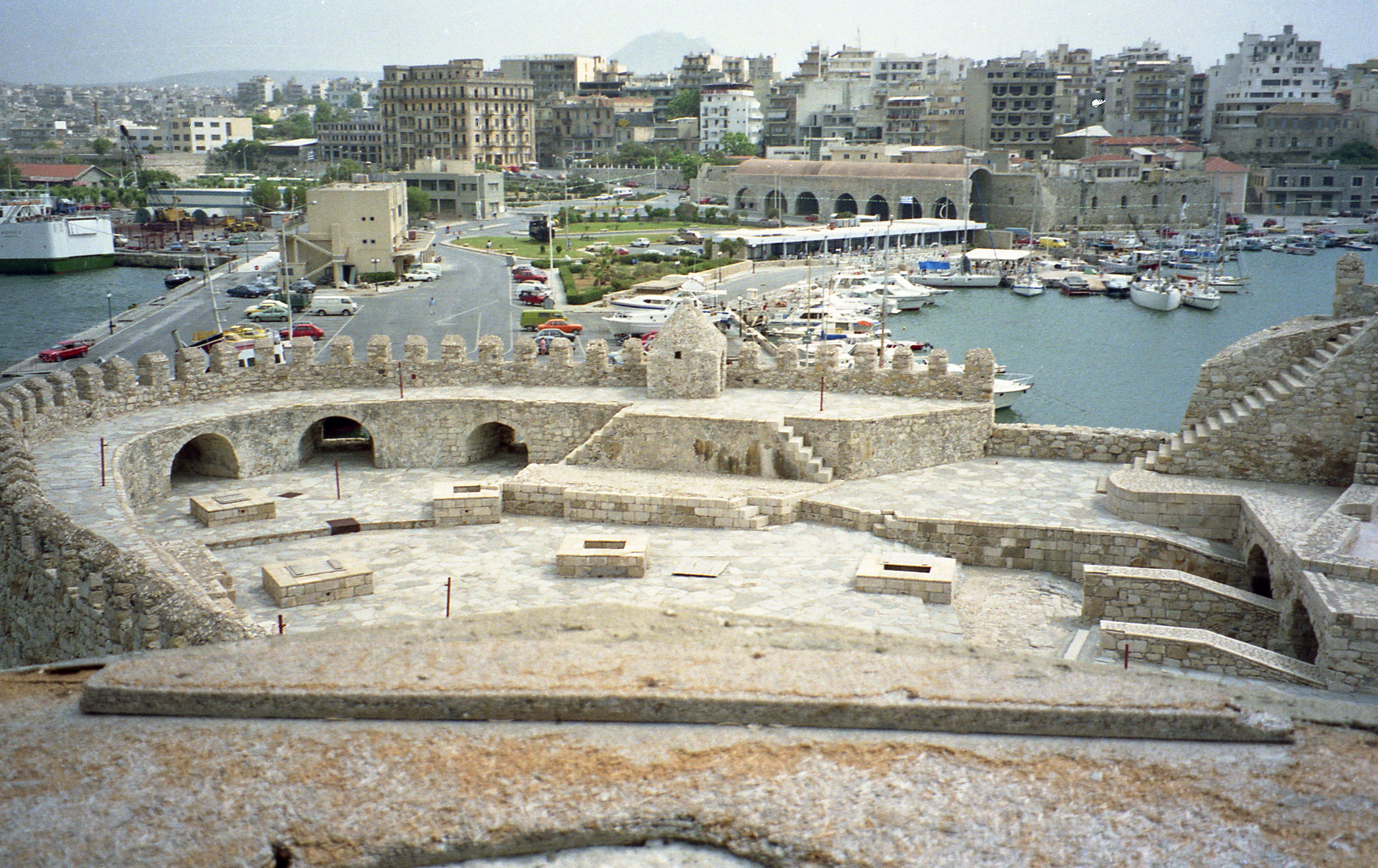
이라클리오

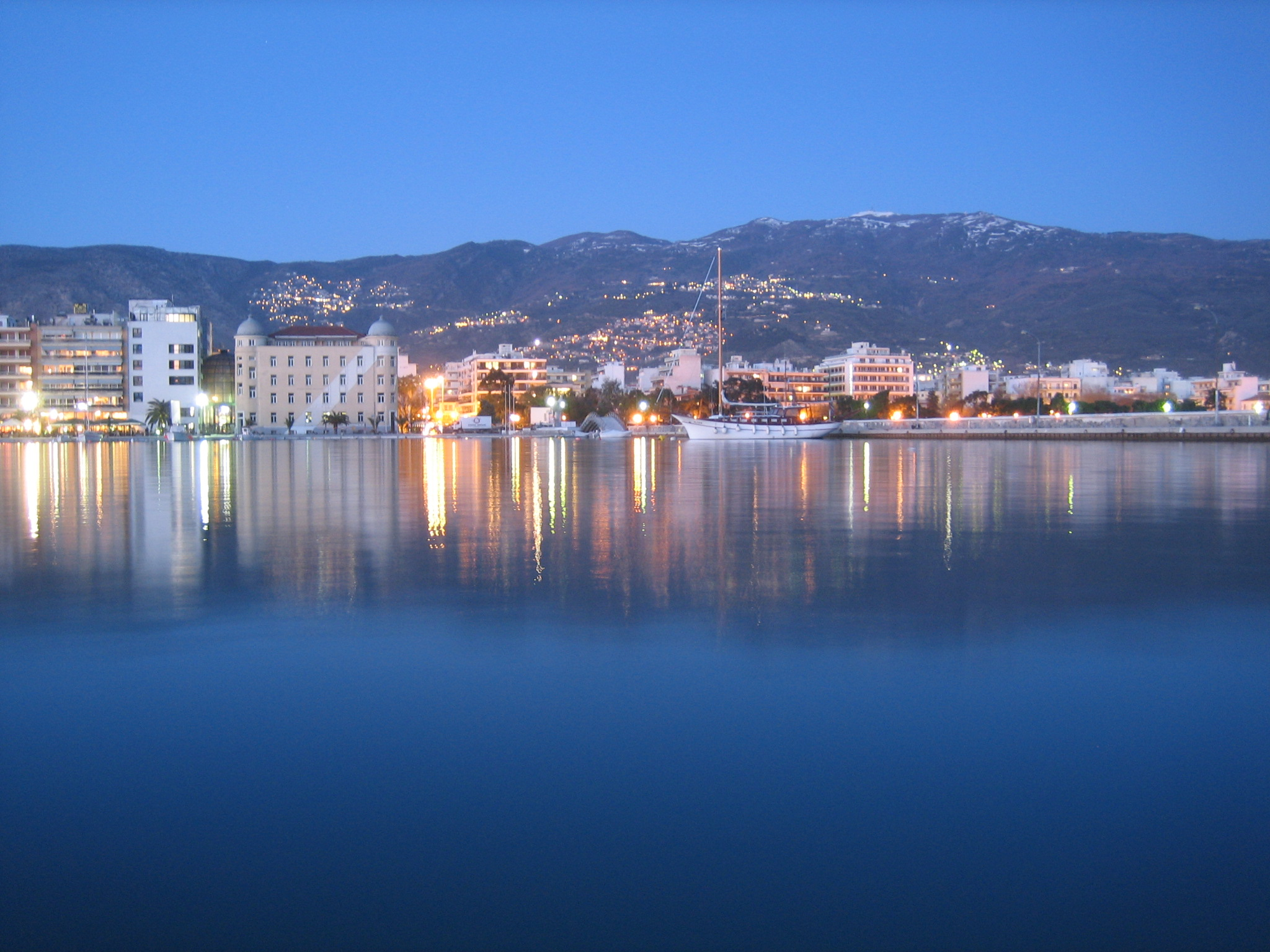
볼로스

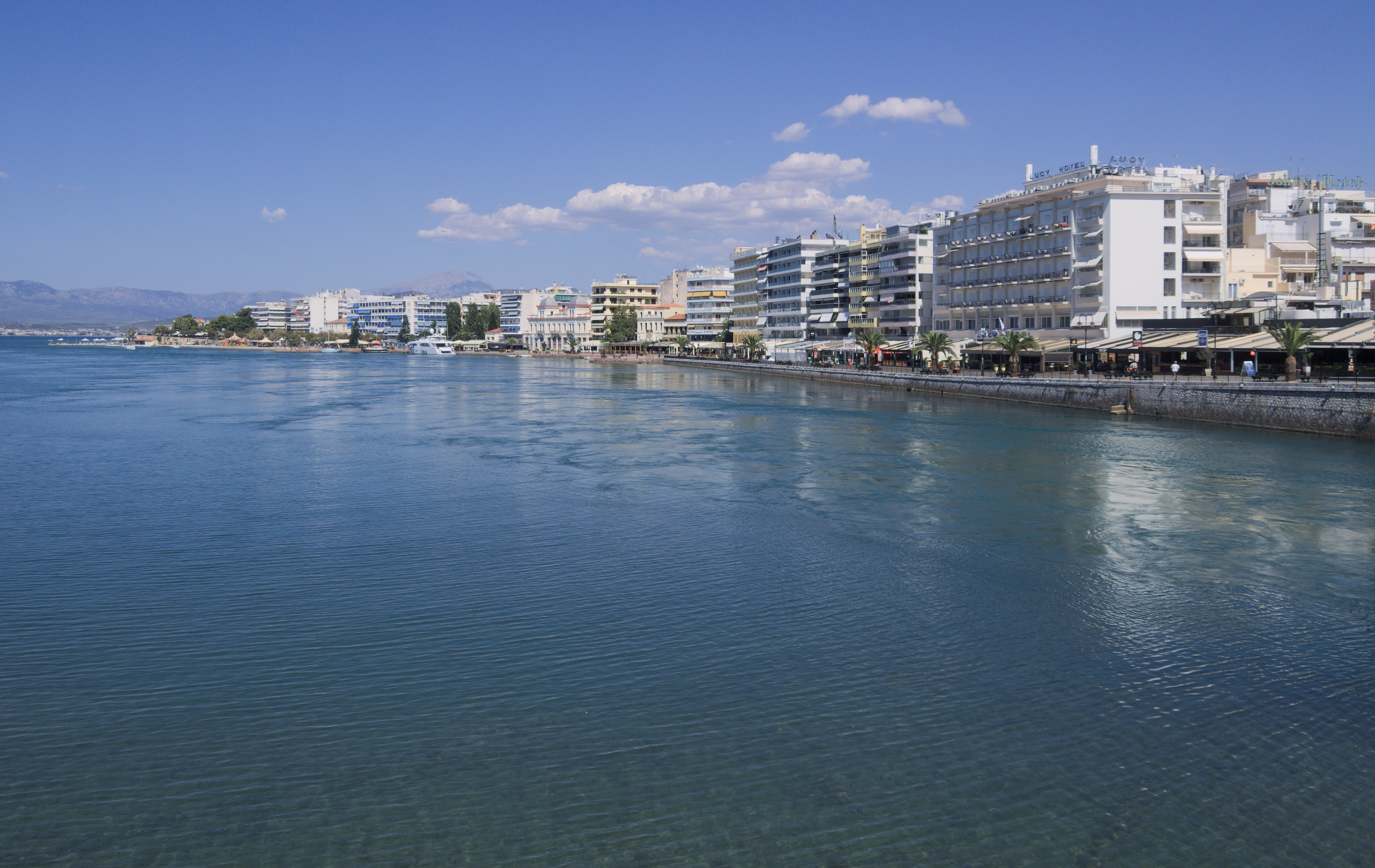
할키스

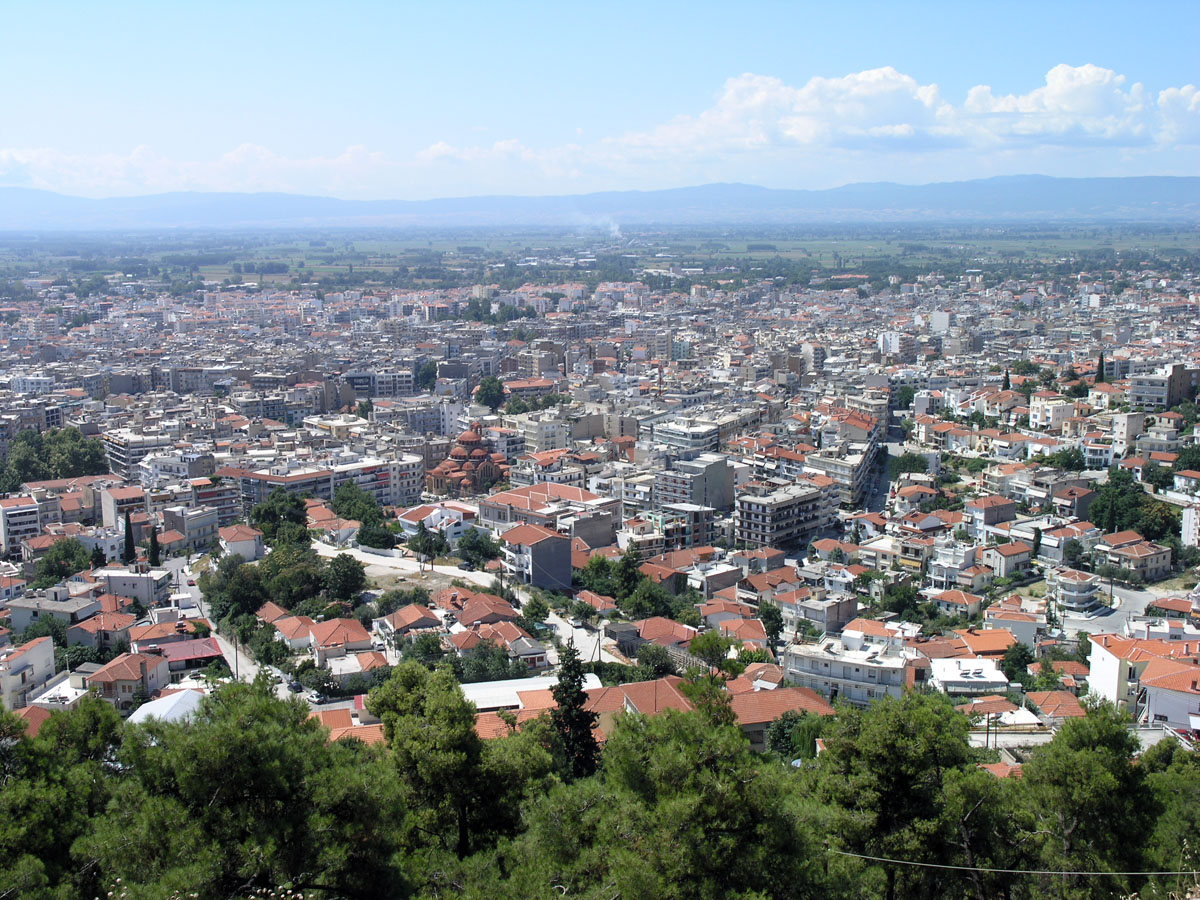
세레스

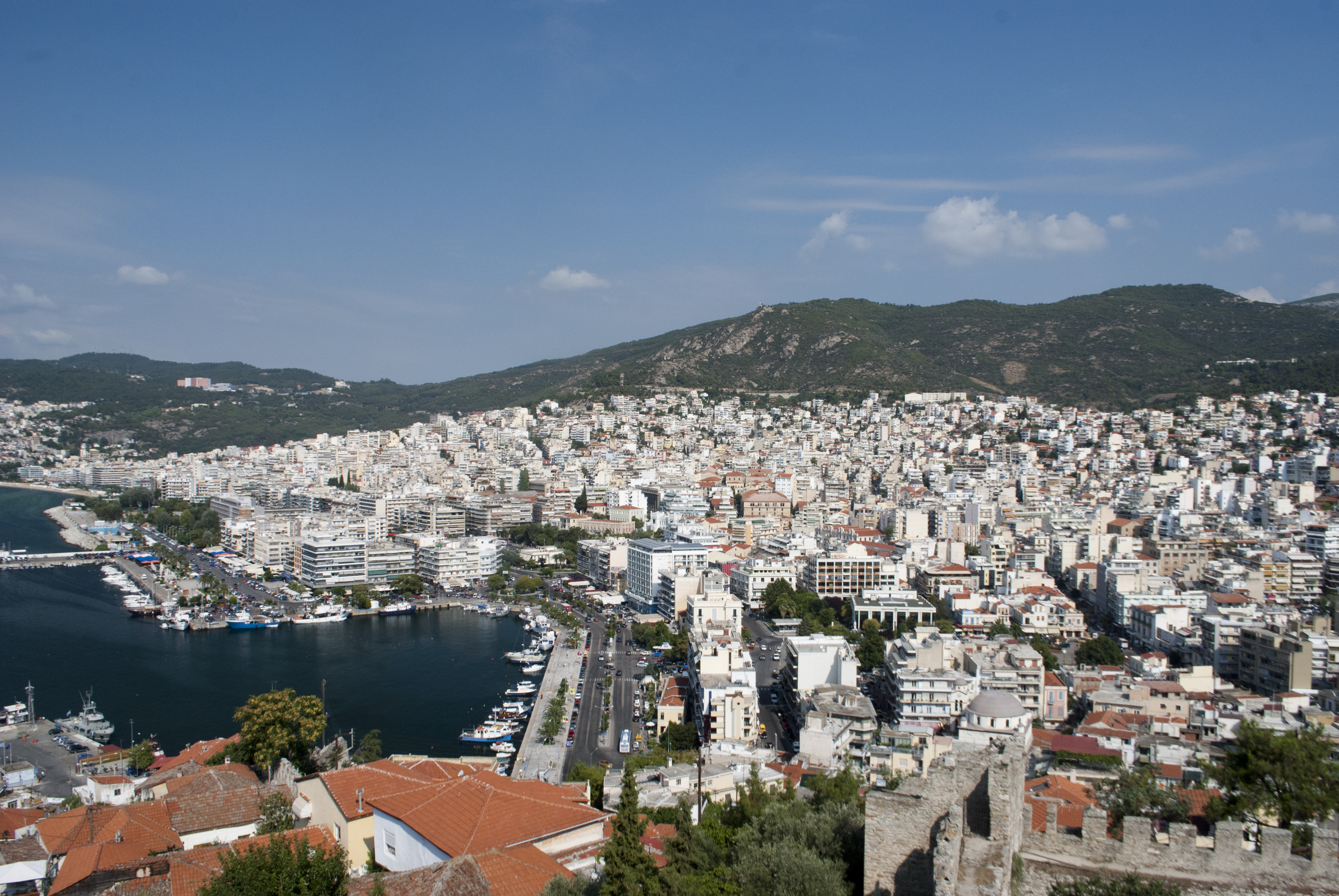
카발라

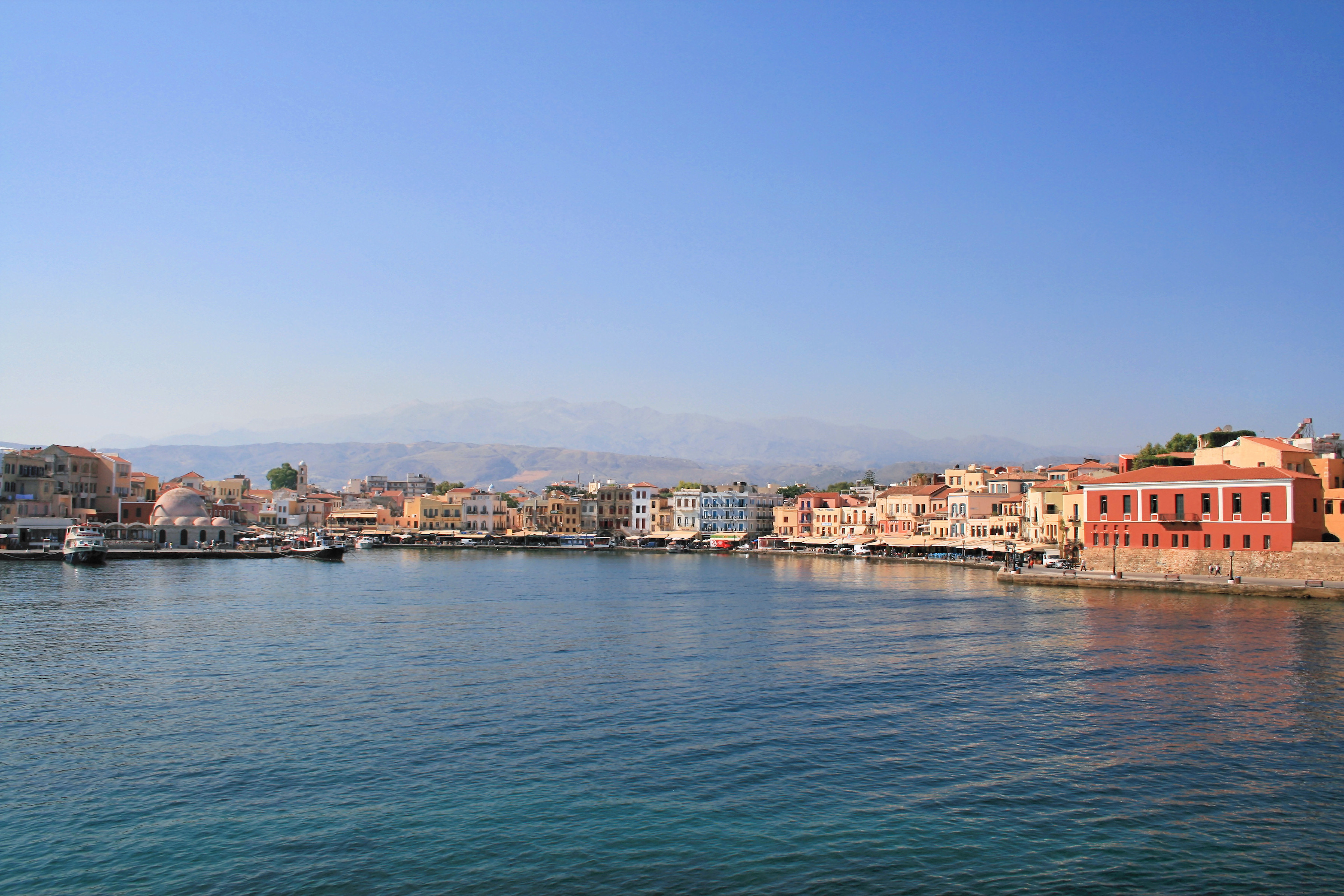
하니아

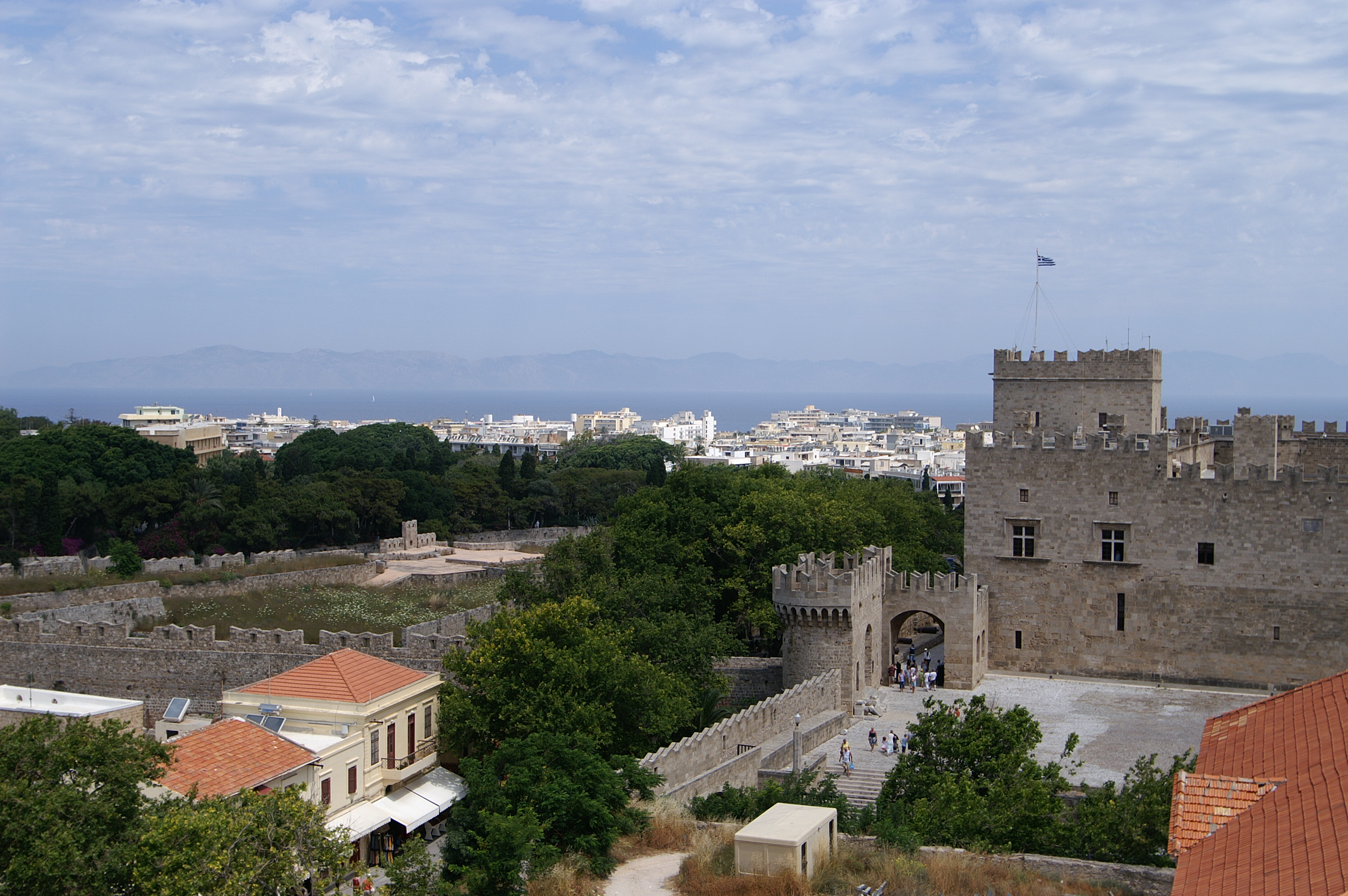
로도스

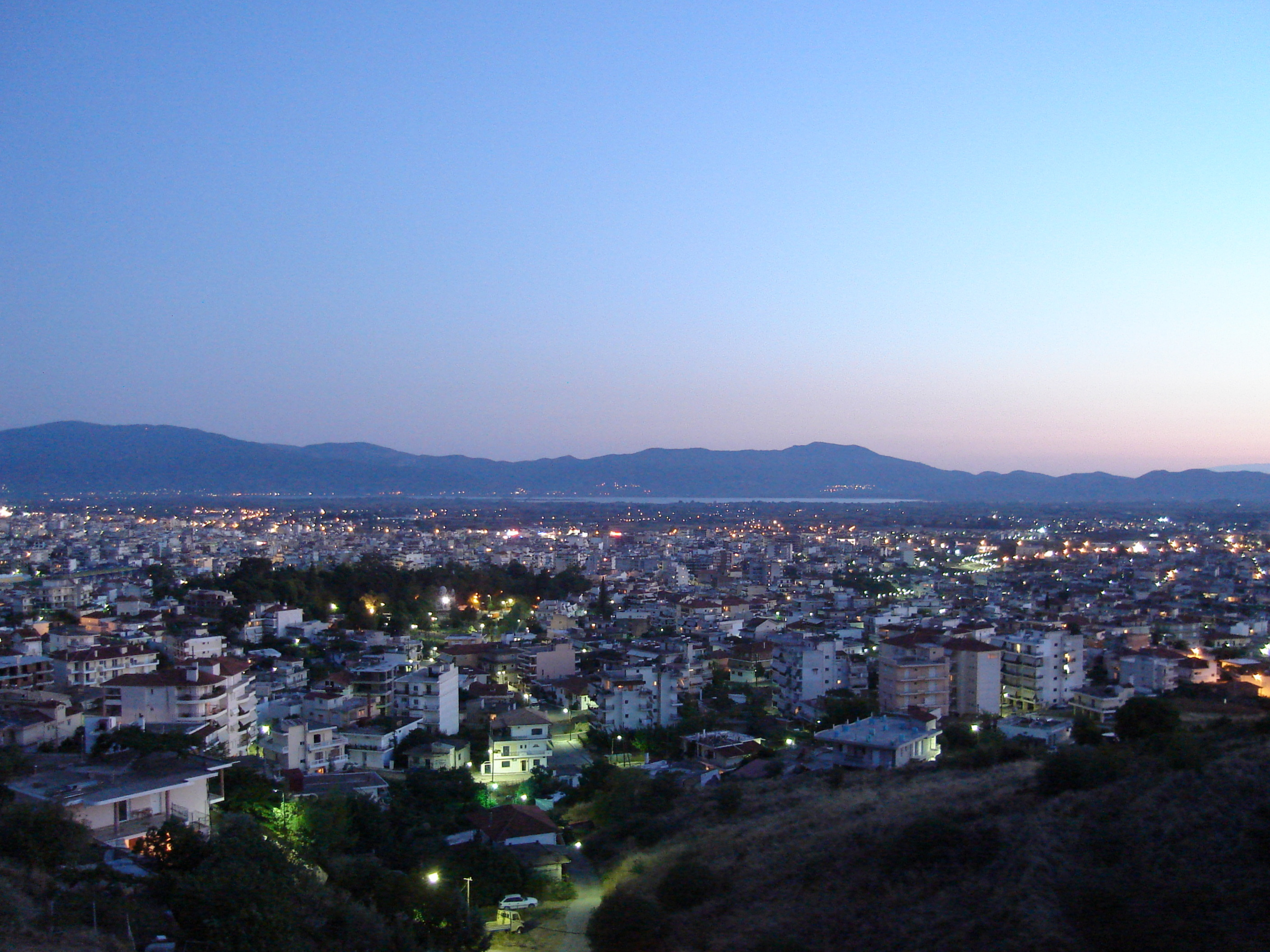
아그리니오

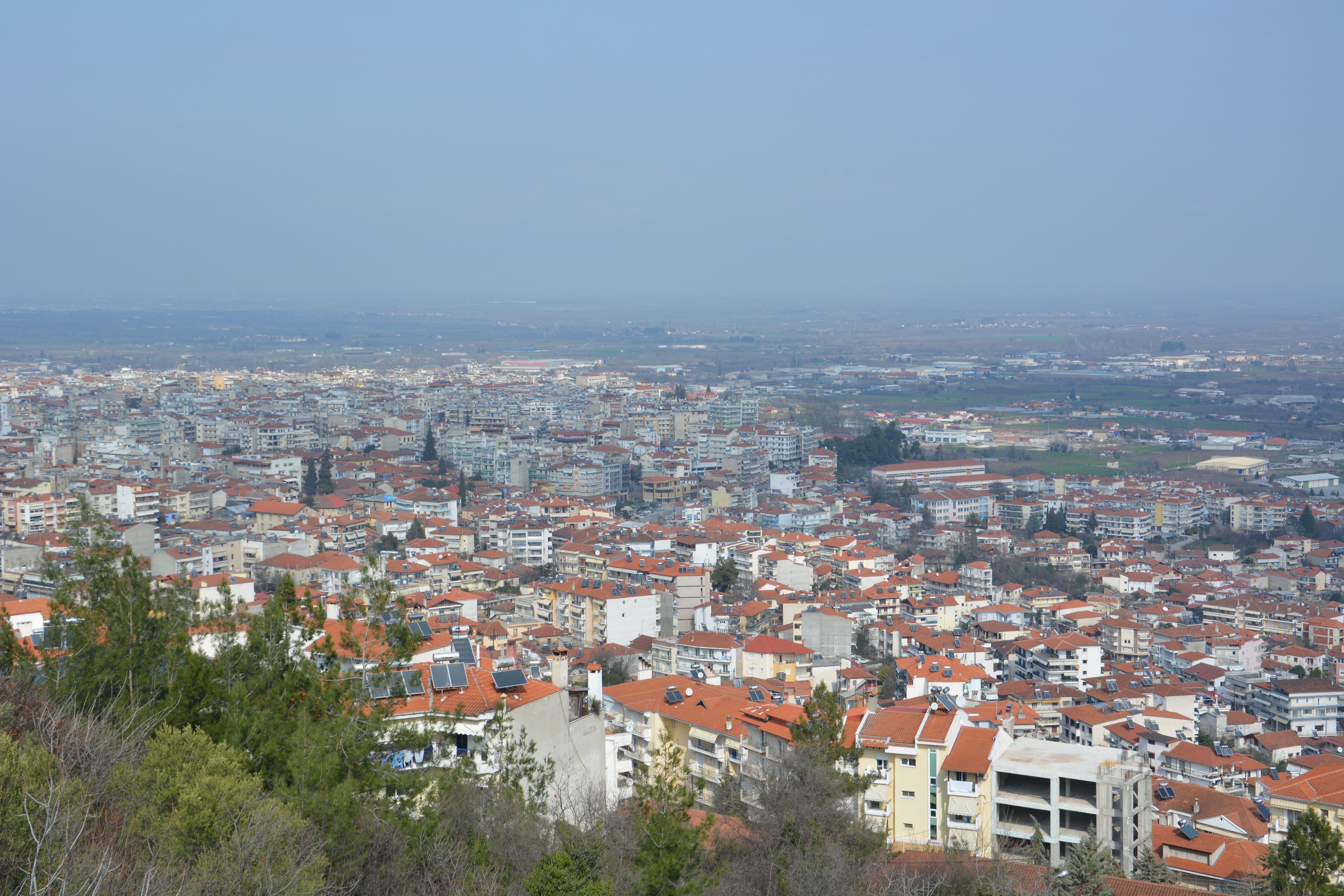
베리아

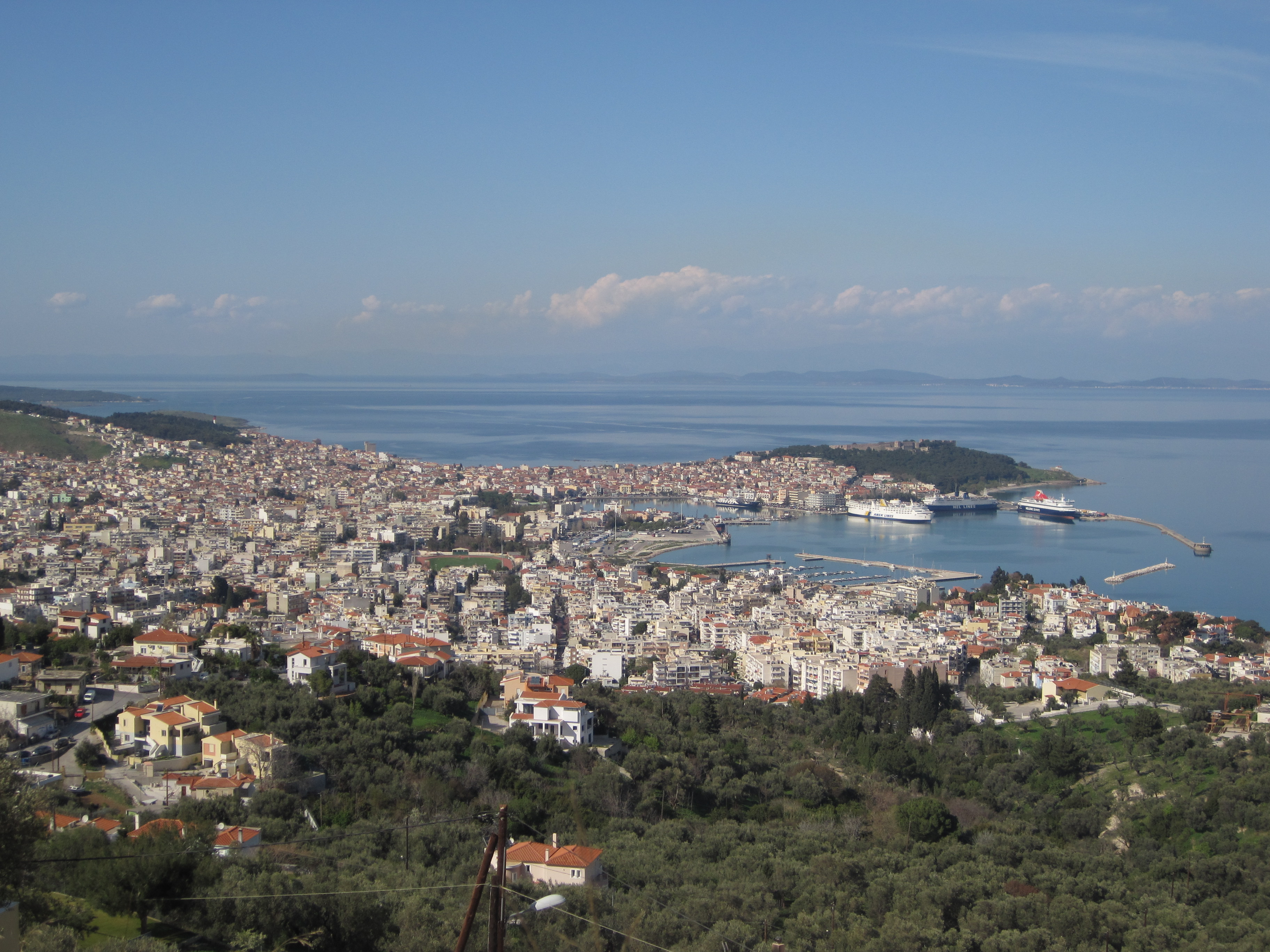
미틸리니

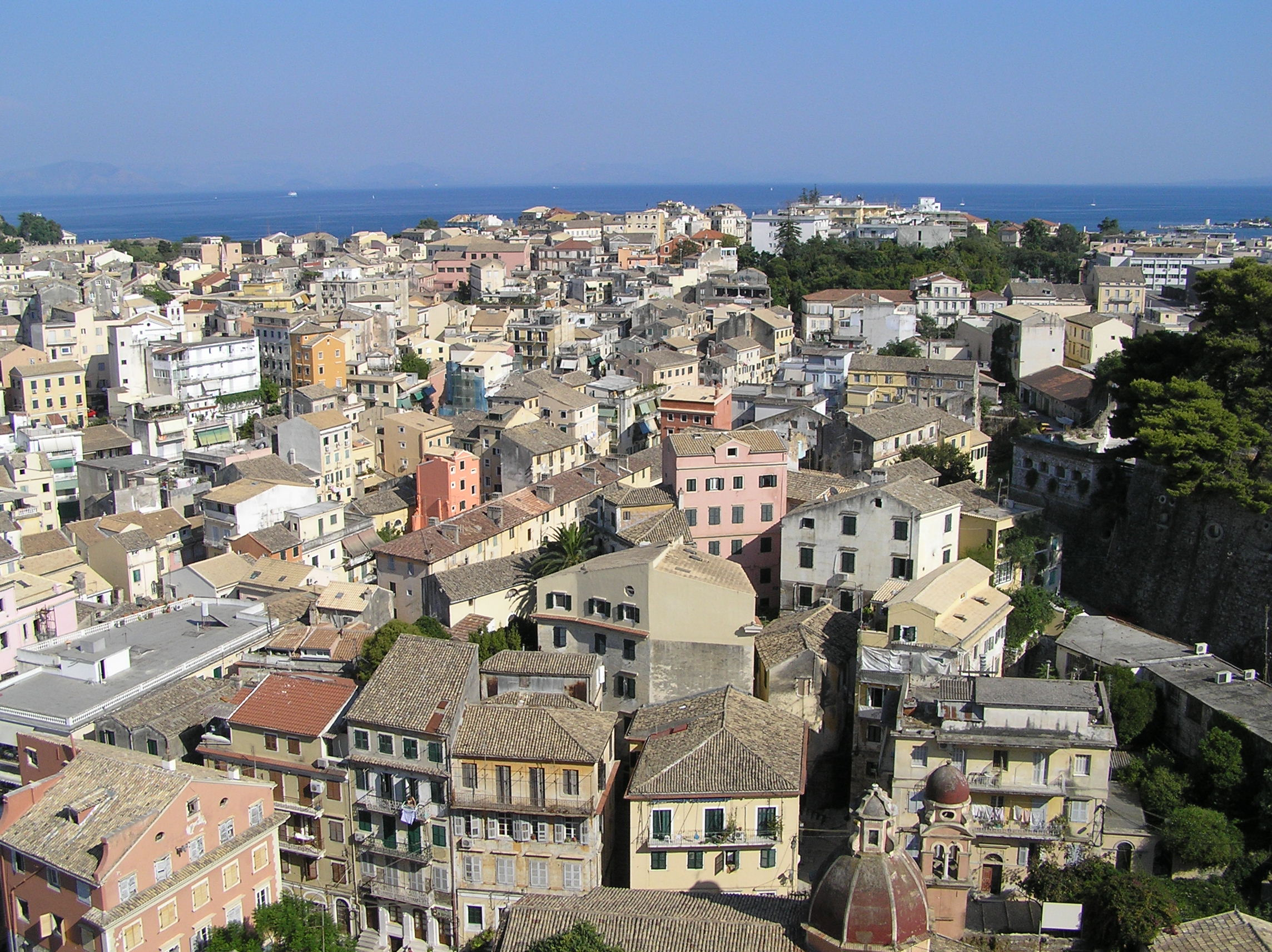
케르키라 (도시)

그리스 인구 조사 지정 구역의 가장 낮은 수준은 오이키스모스 (집락)라고 하고 인구 조사를 위해 지정된 지명의 가장 작은 연속 내장 영역이다. 일부 도시의 CDP가 개별 도시와 마을 (굵은 글씨로 표시)을 형성하지만 그들 중 대부분은 하지 않는다. 그들은 아테네와 테살로니키의 넓은 도시와 대도시권에 포함된 중앙 지역, 또는 교외 (기울임)를 구성하는 것 중 하나이다.
아래 목록은 2011년 인구 조사에서 수집된 자료를 사용하여, 10,000개 이상의 합법적 (영구적) 거주자의 인구를 가진 도시의 모든 결제 (CDP)를 제공한다.

첨자 번호의 설명:

1 아테네의 집적/조합성시 속, 아테네 도시권의 교외

2 테살로니키의 집적/조합성시 속, 테살로니키 도시권의 교외

3 아테네 도시권의 일부, 피레아스 지역 단위 (대 피레우스)에 속하는 교외

4 아테나 대도시권의 교외

5 테살로니키 대도시권의 교외

6 볼로스의 집적/조합성시 속, 볼로스 도시권의 시 단위

7 이라클리오의 집적/조합성시 속, 이라클리오 도시권의 시 단위
- * 아테네의 정착 (CDP)은 아테네 도시권의 중심 지역이다.
- * 테살로니키의 정착 (CDP)은 테살로니키 도시권의 중심 지역이다.

| 순위 | 도시                           | 1991년 조사 | 2001년 조사 | 2011년 조사 | 구역                  |
| ---- | ------------------------------ | ----------- | ----------- | ----------- | --------------------- |
| 1    | 아테네 1 *                     | 772,072     | 745,514     | 664,046     | 아티키주              |
| 2    | 테살로니키 2 *                 | 383,967     | 363,987     | 315,196     | 중앙마케도니아주      |
| 3    | 파트라                         | 152,570     | 160,400     | 168,034     | 서그리스주            |
| 4    | 피레아스 1,3                   | 182,671     | 175,697     | 163,688     | 아티키주              |
| 5    | 라리사                         | 112,777     | 124,394     | 144,651     | 테살리아              |
| 6    | 이라클리오                     | 115,270     | 130,914     | 140,730     | 크레타                |
| 7    | 페리스테리 1                   | 137,288     | 137,918     | 139,981     | 아티키주              |
| 8    | 칼리테아 1                     | 114,233     | 109,609     | 100,641     | 아티키주              |
| 9    | 아하르네스 1                   | 61,052      | 75,329      | 99,346      | 아티키주              |
| 10   | 칼라마리아 2                   | 80,698      | 87,255      | 91,279      | 중앙마케도니아주      |
| 11   | 니칼라 1,3                     | 87,597      | 93,086      | 89,380      | 아티키주              |
| 12   | 글리파다 1                     | 63,306      | 80,409      | 87,305      | 아티키주              |
| 13   | 볼로스                         | 77,192      | 82,439      | 86,046      | 테살리아              |
| 14   | 일리오 1                       | 78,326      | 80,859      | 84,793      | 아티키주              |
| 15   | 일리우폴리 1                   | 75,037      | 75,904      | 78,153      | 아티키주              |
| 16   | 케라치니 1,3                   | 71,982      | 76,102      | 77,077      | 아티키주              |
| 17   | 에보스모스 2                   | 28,821      | 52,624      | 74,686      | 중앙마케도니아주      |
| 18   | 칼란드리 1                     | 66,285      | 71,684      | 74,192      | 아티키주              |
| 19   | 네아스미르니 1                 | 69,749      | 73,986      | 73,076      | 아티키주              |
| 20   | 마루시 1                       | 64,092      | 69,470      | 72,333      | 아티키주              |
| 21   | 아기오스 디미트리오스 1        | 57,574      | 65,173      | 71,294      | 아티키주              |
| 22   | 조그라푸 1                     | 80,492      | 76,115      | 71,026      | 아티키주              |
| 23   | 에갈레오 1                     | 78,563      | 74,046      | 69,946      | 아티키주              |
| 24   | 네아 이오니아 1                | 60,635      | 66,017      | 67,134      | 아티키주              |
| 25   | 이오아니나                     | 56,699      | 61,629      | 65,574      | 이피로스주            |
| 26   | 팔라이오 팔리로 1              | 61,371      | 64,759      | 64,021      | 아티키주              |
| 27   | 코리달로스 1,3                 | 63,184      | 67,456      | 63,445      | 아티키주              |
| 28   | 트리칼라                       | 45,835      | 48,686      | 61,653      | 테살리아              |
| 29   | 비로나스 1                     | 58,523      | 61,102      | 61,308      | 아티키주              |
| 30   | 아기아 파라스케비 1            | 47,463      | 56,836      | 59,704      | 아티키주              |
| 31   | 갈라치 1                       | 57,230      | 58,042      | 59,345      | 아티키주              |
| 32   | 할키스                         | 51,646      | 53,584      | 59,125      | 중앙그리스주          |
| 33   | 페트루폴리 1                   | 38,278      | 48,327      | 58,979      | 아티키주              |
| 34   | 세레스                         | 50,017      | 54,266      | 58,287      | 중앙마케도니아주      |
| 35   | 알렉산드루폴리                 | 37,904      | 48,885      | 57,812      | 동마케도니아 트라키주 |
| 36   | 크산티                         | 37,430      | 45,111      | 56,122      | 동마케도니아 트라키주 |
| 37   | 카테리니                       | 43,613      | 50,510      | 55,997      | 중앙마케도니아주      |
| 38   | 칼라마타                       | 43,625      | 49,154      | 54,100      | 펠로폰네소스주        |
| 39   | 카발라                         | 56,571      | 58,663      | 54,027      | 동마케도니아 트라키주 |
| 40   | 하니아                         | 50,077      | 53,373      | 53,910      | 크레타                |
| 41   | 라미아                         | 44,084      | 46,406      | 52,006      | 중앙그리스주          |
| 42   | 코모티니                       | 37,036      | 43,326      | 50,990      | 동마케도니아 트라키주 |
| 43   | 이라클레이오 1                 | 42,905      | 45,926      | 49,642      | 아티키주              |
| 44   | 로도스                         | 42,400      | 52,318      | 49,541      | 남에게주              |
| 45   | 키피시아 1                     | 39,166      | 43,929      | 47,332      | 아티키주              |
| 46   | 아그리니오                     | 39,368      | 42,390      | 46,899      | 서그리스주            |
| 47   | 스타브루폴리 2                 | 37,596      | 41,653      | 46,008      | 중앙마케도니아주      |
| 48   | 카이다리 1                     | 44,831      | 45,227      | 45,642      | 아티키주              |
| 49   | 드라마                         | 37,604      | 42,501      | 44,823      | 동마케도니아 트라키주 |
| 50   | 베리아                         | 37,858      | 42,794      | 43,158      | 중앙마케도니아주      |
| 51   | 알리모스 1                     | 32,024      | 38,047      | 41,720      | 아티키주              |
| 52   | 코자니                         | 31,553      | 35,242      | 41,066      | 서마케도니아주        |
| 53   | 폴리크니 2                     | 27,894      | 36,146      | 39,332      | 중앙마케도니아주      |
| 54   | 카르디차                       | 30,067      | 32,031      | 38,554      | 테살리아              |
| 55   | 시키에스 2                     | 34,059      | 41,726      | 37,753      | 중앙마케도니아주      |
| 56   | 암펠로키포이 2                 | 40,093      | 40,959      | 37,381      | 중앙마케도니아주      |
| 57   | 필라이아 2                     | 20,785      | 22,744      | 34,625      | 중앙마케도니아주      |
| 58   | 아기오이 아나르기로이 1        | 30,739      | 32,957      | 34,168      | 아티키주              |
| 59   | 아르기루폴리 1                 | 31,530      | 33,158      | 34,097      | 아티키주              |
| 60   | 아노 리오시아 1                | 21,397      | 26,423      | 33,565      | 아티키주              |
| 61   | 네아 이오니아 7                | 27,904      | 30,804      | 32,661      | 테살리아              |
| 62   | 레팀노                         | 23,420      | 27,868      | 32,468      | 크레타                |
| 63   | 프톨레마이다                   | 25,125      | 28,679      | 32,127      | 서마케도니아주        |
| 64   | 트리폴리                       | 22,429      | 25,520      | 30,866      | 펠로폰네소스주        |
| 65   | 콜라르고스 1                   | 33,691      | 32,166      | 30,840      | 아티키주              |
| 66   | 브릴리시아 1                   | 16,571      | 25,582      | 30,741      | 아티키주              |
| 67   | 아스프로피르고스 4             | 15,715      | 27,741      | 30,251      | 아티키주              |
| 68   | 코린트                         | 27,412      | 29,787      | 30,176      | 펠로폰네소스주        |
| 69   | 게라카스 1                     | 8,512       | 13,921      | 29,939      | 아티키주              |
| 70   | 메타모르포시 1                 | 21,052      | 26,448      | 29,891      | 아티키주              |
| 71   | 기안니차                       | 22,504      | 26,296      | 29,789      | 중앙마케도니아주      |
| 72   | 불라 1                         | 17,998      | 25,532      | 28,364      | 아티키주              |
| 73   | 카마테로 1                     | 17,410      | 22,234      | 28,361      | 아티키주              |
| 74   | 미틸리니                       | 23,971      | 27,247      | 27,871      | 남에게주              |
| 75   | 네아폴리 2                     | 30,568      | 29,995      | 27,084      | 중앙마케도니아주      |
| 76   | 엘레프테리오-코르델리오 2      | 16,549      | 21,630      | 27,067      | 중앙마케도니아주      |
| 77   | 키오스                         | 22,894      | 23,779      | 26,850      | 남에게주              |
| 78   | 아기아 바르바라 1              | 28,706      | 30,562      | 26,550      | 아티키주              |
| 79   | 카이사리아니 1                 | 26,701      | 26,323      | 26,370      | 아티키주              |
| 80   | 네아 필라델페이아 1            | 25,261      | 24,112      | 25,734      | 아티키주              |
| 81   | 모스카토 1                     | 22,039      | 23,153      | 25,441      | 아티키주              |
| 82   | 페라마 1,3                     | 24,119      | 25,720      | 25,389      | 아티키주              |
| 83   | 살라미스 3                     | 22,567      | 25,730      | 25,370      | 아티키주              |
| 84   | 엘레우시나 4                   | 22,793      | 25,863      | 24,910      | 아티키주              |
| 85   | 케르키라                       | 31,359      | 28,185      | 24,838      | 이오니아 제도주       |
| 86   | 피르고스                       | 28,465      | 23,274      | 24,359      | 서그리스주            |
| 87   | 메가라                         | 20,403      | 23,032      | 23,456      | 아티키주              |
| 88   | 킬키스                         | 12,139      | 17,430      | 22,914      | 중앙마케도니아주      |
| 89   | 다프니 1                       | 24,152      | 23,674      | 22,913      | 아티키주              |
| 90   | 테베스                         | 19,505      | 21,211      | 22,883      | 중앙그리스주          |
| 91   | 멜리시아 1                     | 13,469      | 19,526      | 22,741      | 아티키주              |
| 92   | 아르고스                       | 21,901      | 24,239      | 22,209      | 펠로폰네소스주        |
| 93   | 아르타                         | 19,087      | 19,435      | 21,895      | 이피로스주            |
| 94   | 아르테미스 4                   | 9,485       | 17,391      | 21,488      | 아티키주              |
| 95   | 리바데이아                     | 18,437      | 20,061      | 21,379      | 중앙그리스주          |
| 96   | 페프키 1                       | 17,987      | 19,887      | 21,352      | 아티키주              |
| 97   | 오라이오카스트로 5             | 5,458       | 11,896      | 20,852      | 중앙마케도니아주      |
| 98   | 아이기오                       | 22,178      | 21,061      | 20,422      | 서그리스주            |
| 99   | 코스                           | 14,714      | 17,890      | 19,432      | 남에게주              |
| 100  | 코로피 4                       | 12,790      | 15,860      | 19,164      | 아티키주              |
| 101  | 프레베자                       | 13,695      | 16,321      | 19,042      | 이피로스주            |
| 102  | 나우사                         | 19,794      | 19,870      | 18,882      | 중앙마케도니아주      |
| 103  | 오레스티아다                   | 12,691      | 15,246      | 18,426      | 동마케도니아 트라키주 |
| 104  | 페라이아 5                     | 2,949       | 13,306      | 18,326      | 중앙마케도니아주      |
| 105  | 에다사                         | 17,128      | 18,253      | 18,229      | 중앙마케도니아주      |
| 106  | 플로리나                       | 12,355      | 14,279      | 17,686      | 서마케도니아주        |
| 107  | 파노라마 5                     | 10,275      | 14,552      | 17,444      | 중앙마케도니아주      |
| 108  | 네아 에리트라이아1             | 12,993      | 15,439      | 17,379      | 아티키주              |
| 109  | 엘리니콘1                      | 13,517      | 16,740      | 17,259      | 아티키주              |
| 110  | 아말리아다                     | 15,232      | 18,261      | 16,763      | 서그리스주            |
| 111  | 팔리니 1                       | 8,021       | 12,552      | 16,415      | 아티키주              |
| 112  | 스파르타                       | 13,011      | 14,817      | 16,239      | 펠로폰네소스주        |
| 113  | 아기오스 이오안니스 렌티스 1,3 | 14,218      | 15,060      | 16,050      | 아티키주              |
| 114  | 테르미 5                       | 5,156       | 11,360      | 16,004      | 중앙마케도니아주      |
| 115  | 바리 1                         | 8,488       | 10,998      | 15,855      | 아티키주              |
| 116  | 네아 마크리 4                  | 12,120      | 13,986      | 15,554      | 아티키주              |
| 117  | 타브로스 1                     | 15,456      | 14,963      | 14,972      | 아티키주              |
| 118  | 알렉산드레이아                 | 12,109      | 13,229      | 14,821      | 중앙마케도니아주      |
| 119  | 메네메니 2                     | 12,932      | 14,910      | 14,746      | 중앙마케도니아주      |
| 120  | 파이아니아 4                   | 9,710       | 12,855      | 14,595      | 아티키주              |
| 121  | 칼리비아 토리쿠 4              | 8,488       | 12,202      | 14,424      | 아티키주              |
| 122  | 나프필로                       | 11,897      | 13,822      | 14,203      | 펠로폰네소스주        |
| 123  | 드라페초나 1,3                 | 13,094      | 12,944      | 13,968      | 아티키주              |
| 124  | 에프카르피아 2                 | 3,480       | 6,598       | 13,905      | 중앙마케도니아주      |
| 125  | 파파구 1                       | 13,974      | 13,207      | 13,699      | 아티키주              |
| 126  | 나프파크토스                   | 10,854      | 12,924      | 13,415      | 서그리스주            |
| 127  | 카스토리아                     | 14,775      | 14,813      | 13,387      | 서마케도니아주        |
| 128  | 그레베나                       | 9,345       | 10,177      | 13,137      | 서마케도니아주        |
| 129  | 페프카 5                       | 2,288       | 6,434       | 13,052      | 중앙마케도니아주      |
| 130  | 네아 알리카르나소스 7          | 10,683      | 11,551      | 12,925      | 크레타                |
| 131  | 미솔론기                       | 10,916      | 12,225      | 12,785      | 서그리스주            |
| 132  | 가지 7                         | 1,395       | 8,018       | 12,606      | 크레타                |
| 133  | 이에라페트라                   | 9,541       | 11,678      | 12,355      | 크레타                |
| 134  | 칼림노스                       | 10,543      | 10,149      | 12,324      | 남에게주              |
| 135  | 라피나 4                       | 7,752       | 11,352      | 12,168      | 아티키주              |
| 136  | 루트라키                       | 9,388       | 11,383      | 11,564      | 펠로폰네소스주        |
| 137  | 아기오스 니콜라오스            | 8,093       | 10,080      | 11,421      | 크레타                |
| 138  | 에르무폴리                     | 13,030      | 11,799      | 11,407      | 남에게주              |
| 139  | 이알리소스                     | 7,193       | 10,107      | 11,331      | 남에게주              |
| 140  | 만드라 4                       | 10,012      | 10,947      | 11,327      | 아티키주              |
| 141  | 티르나보스                     | 12,028      | 11,116      | 11,069      | 테살리아              |
| 142  | 글리카 네라 1                  | 5,813       | 6,623       | 11,049      | 아티키주              |
| 143  | 이미토스 1                     | 11,671      | 11,139      | 10,715      | 아티키주              |
| 144  | 네오 프시키코스 1              | 12,023      | 10,848      | 10,137      | 아티키주              |